# Zhou Yuanxiang
Zhou Yuanxiang, född 30 januari 1964, är en friidrottare från Kina. Hon deltog vid olympiska sommarspelen 1988.